# Otto Franzmeier
Otto Franzmeier (* 2. November 1885 in Detmold; † 23. April 1980 ebenda) war ein deutscher Lehrer und Schriftsteller.

## Leben
Franzmeier wurde am 2. November 1885 als Sohn eines Berufssoldaten in Detmold geboren. Er besuchte die Volks- und anschließend die Knabenbürgerschule. Seine erste Anstellung nach dem Schulbesuch war am Katasteramt. Diese Arbeitsstelle gab er nach drei Jahren auf und ließ sich am Detmolder Lehrerseminar ausbilden. Als Lehrer war Franzmeier zuerst in Bad Salzuflen, später in Detmold am Leopoldinum, an der Knabenbürgerschule und zwei Töchterpensionaten tätig, wo er seine spätere Lebensgefährtin Aenne Spellmeier kennenlernte. Während des Ersten Weltkrieges kämpfte Otto Franzmeier an der Front und wurde bei der Schlacht um Verdun schwer verletzt. Nach Kriegsende nahm er seinen Lehrerberuf wieder auf und übte diesen bis Mai 1945 aus. Zum 1. Mai 1933 trat er der NSDAP bei (Mitgliedsnummer 2.471.461).
Neben der Ausübung seines Wunschberufes galt Franzmeiers Liebe der Poesie. Schon vor Ausbruch des Ersten Weltkrieges veröffentlichte er unter dem Pseudonym „Otto Freimar“ in der Reihe Deutscher Dichterreigen einige seiner Werke. Nach dem Krieg erschienen weitere Werke unter seinem echten Namen, anfangs Gedichte, später auch Erzählungen.
In den Jahren 1963 und 1964 erzählte er in der Lippischen Rundschau in 50 Folgen aus seiner Jugendzeit. Für die Schriftenreihe Heimatland Lippe des Lippischen Heimatbundes verfasste er zwischen 1968 und 1972 Beiträge zur Lippischen Geschichte; sein letzter Beitrag behandelte das Gut Herberhausen.
Otto Franzmeier starb am 23. April 1980 im Alter von 94 Jahren in Detmold.

## Ehrung und Kontroverse

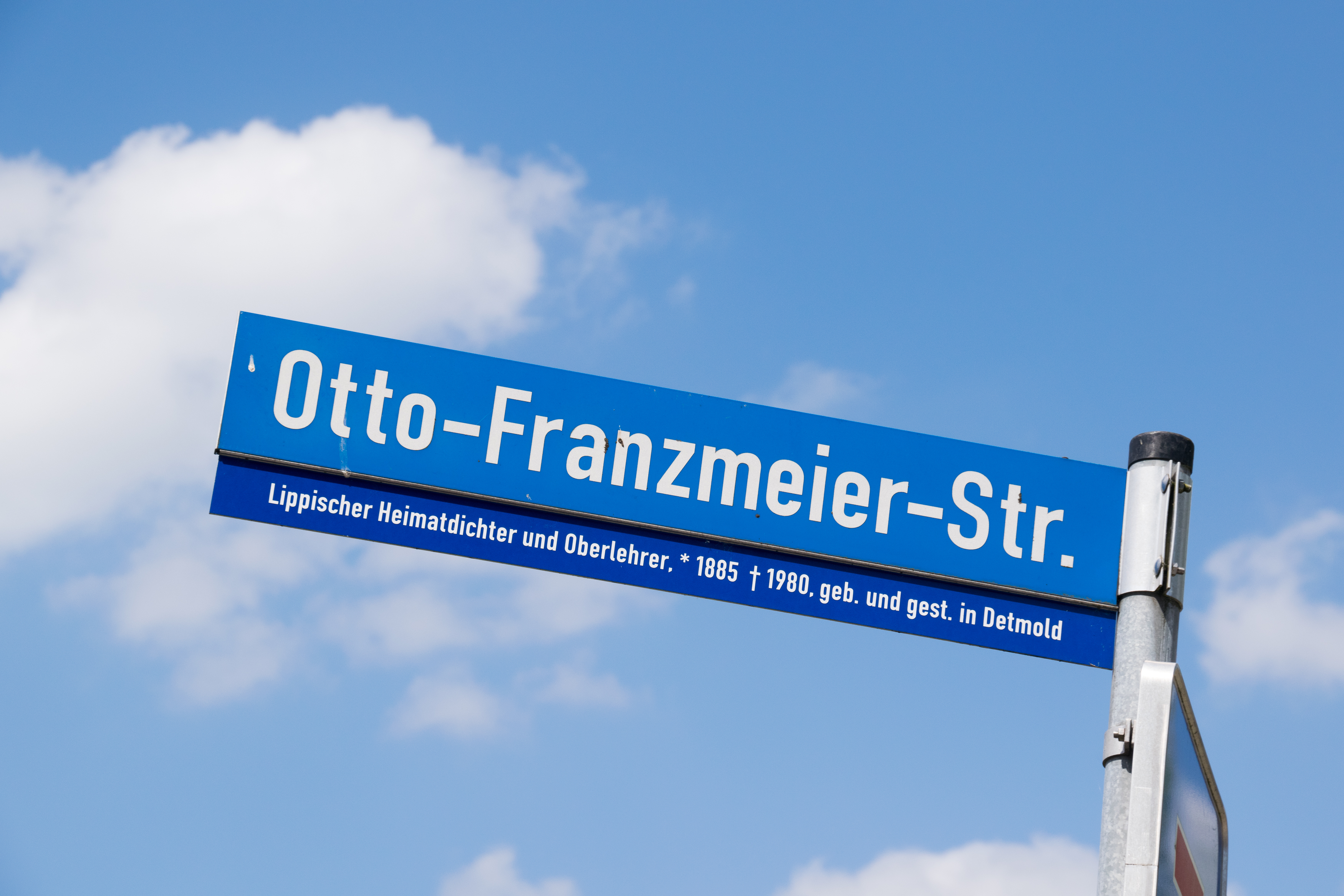
Stein des Anstoßes

Am 24. März 2004 wurde in einem neu erschlossenen Gebiet auf dem Gelände des ehemaligen Fliegerhorstes eine an die Moritz-Rülf-Straße angrenzende Straße nach Otto Franzmeier benannt. Erst später wurde bekannt, dass Franzmeier während der NS-Zeit unter anderem Kreisredner der NSDAP war und sein nationalsozialistischer Hintergrund Anlass für seine Entlassung aus dem Schuldienst durch die britische Militärregierung war. Ab Mai 2015 gab es daher Bestrebungen, die Straße umzubenennen. Die Umbenennung in Casinogarten wurde am 25. August 2015 beschlossen.

## Werke (Auswahl)
- Auf einsamen Wegen. Gedichte. Habicht Verlag, Bonn 1921
- Von Sonnenschein und Stillesein. Gedichte. Meyersche Hofbuchhandlung, Detmold 1921
- Aus Seelentiefen rinnt ein Quell. Neue Gedichte. Osning-Verlag, Detmold 1925
- Soli Deo gloria. Ein Kranz um Menschen und Lieder. Christliches Verlagshaus, Stuttgart 1950
- Geliebtes Lipperland. Gedichte, Erinnerungen, Erzählungen. Topp+Möller, Detmold 1967